# Jüdischer Friedhof Mattersburg

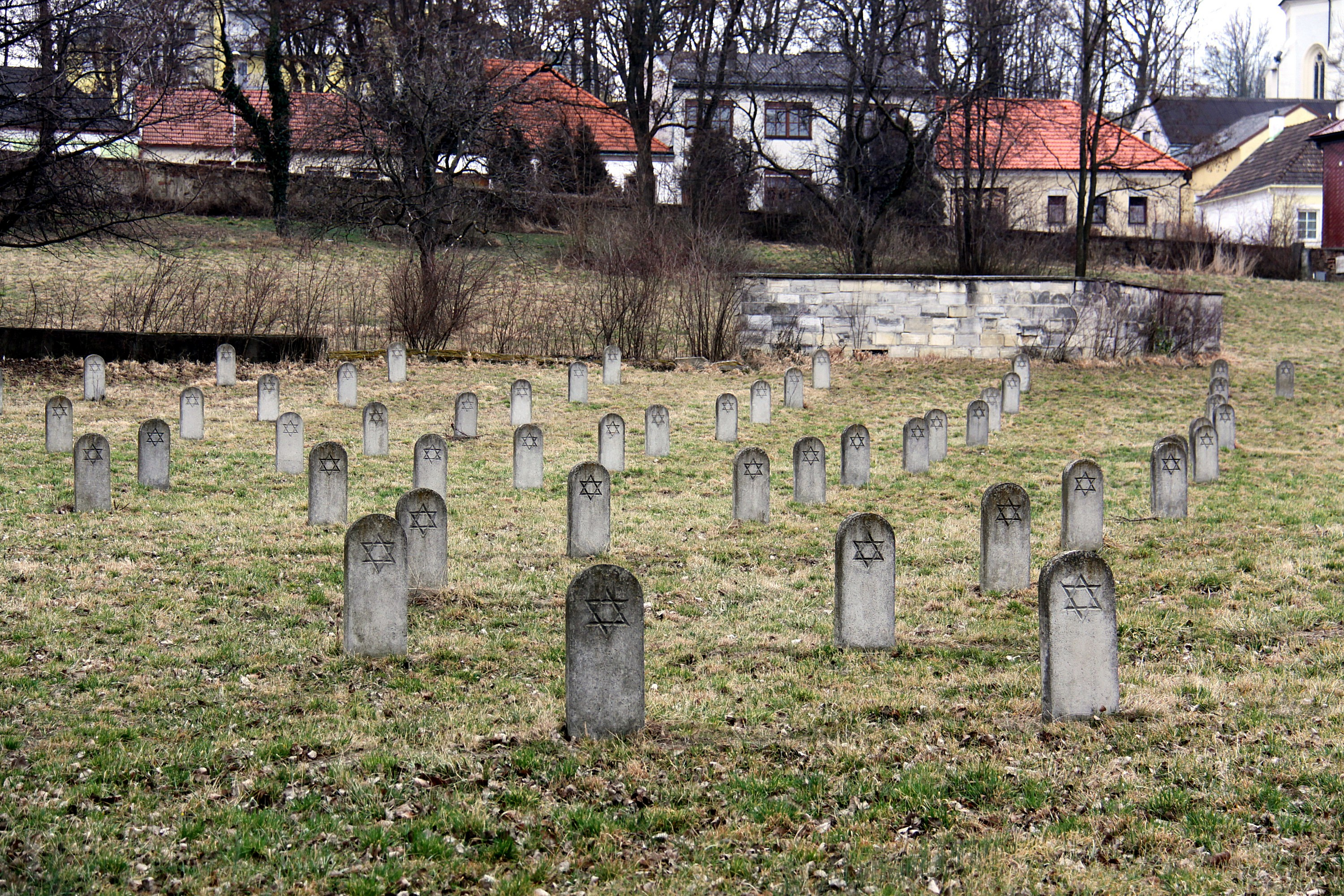
Jüdischer Friedhof in Mattersburg

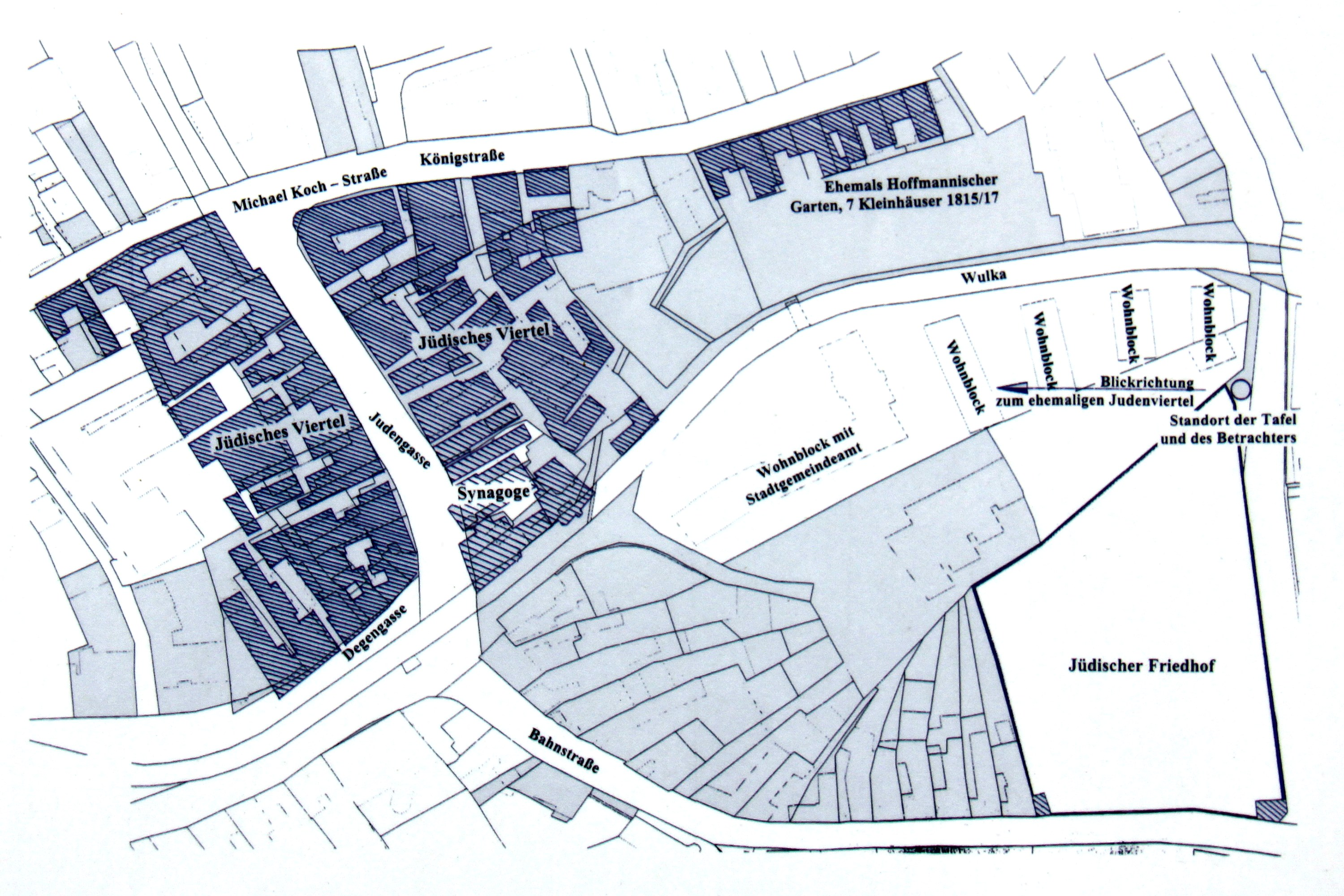
Ehemaliges Jüdisches Viertel und der Friedhof in Mattersburg

Der Jüdische Friedhof Mattersburg befindet sich in der Stadtgemeinde Mattersburg im Bezirk Mattersburg im Burgenland. Der Jüdische Friedhof steht unter Denkmalschutz.

## Geschichte
Juden wurden in Mattersburg 1526 erstmals genannt, 1647 erfolgte die Nennung der Synagoge. Um 1770 wurden bei der Nennung der 7 Gemeinden für Mattersburg 179 jüdische Familien genannt. Das Ghetto und die Synagoge wurden 1940 zerstört und der Tempelschatz verschleppt. Auch der größte Teil der Grabsteine wurden verschleppt.
Im Jahre 1966 wurden alle noch vorhandenen Grabsteine und Bruchstücke des Jüdischen Friedhofes zu Schauwänden zusammengestellt. Auf der offenen Fläche wurden symbolische Grabsteine verteilt.